# El gran combat
El gran combat (títol original en anglès Cheyenne Autumn) és una pel·lícula estatunidenca de western èpic del 1964 dirigida per John Ford i protagonitzada per Richard Widmark, Carroll Baker, James Stewart, i Edward G. Robinson. Explica la història d'un fet real, l'èxode dels xeienes del nord de 1878–79, explicat a "estil hollywoodià" amb una gran quantitat de llicències. La pel·lícula va ser l'últim western dirigit per John Ford, proclamada com a una elegia als nadius americans que havien estat maltractats pel govern dels EUA i tergiversats a moltes de les pel·lícules del propi director. Amb un pressupost de més de 4 milions de dòlars, la pel·lícula no va tenir èxit relatiu a taquilla i no va aconseguir beneficis per al seu distribuïdor Warner Bros. Ha estat doblada al català.

## Argument
El 1878, els caps Little Wolf i Dull Knife condueixen més de tres-cents indis xeiene morts de fam i cansats des de la seva reserva al Territori d'Oklahoma fins al seu antiga llar tradicional a Wyoming. El govern dels Estats Units veu això com un acte de rebel·lió, i el simpatitzant capità Thomas Archer de l'exèrcit dels Estats Units es veu obligat a liderar les seves tropes en un intent d'aturar la tribu. Mentre la premsa tergiversa els motius i els objectius dels nadius del seu viatge com a maliciosos, el secretari de l'Interior Carl Schurz intenta evitar que esclati la violència entre l'Exèrcit i els indígenes. També apareixen James Stewart com a xèrif Wyatt Earp, Dolores del Río com a dona espanyola i Carroll Baker com a professora quàquera d'escola pacifista i interès amorós d'Archer.

### Escena d'obertura narrada per Richard Widmark
| « | "El començament d'un dia. 7 de setembre de 1878. Va sorgir com qualsevol altre dia a la reserva Xeiene... en aquella extensa terra erma del sud-oest americà... que llavors s'anomenava Territori Indi. Però aquest no va ser sols un dia més per als xeiene. Lluny de la seva pàtria... tan fora de lloc en aquest desert com les àguiles en una gàbia... els seus tres grans caps van resar sobre el paquet sagrat... que per fi, les promeses que els van fer... quan l'home blanc els va enviar aquí fa més d'un any... avui seria honrat. Les promeses que els havien portat a renunciar a la seva pròpia forma de vida... al seu propi país verd i fèrtil, a 1500 milles al nord". | » |

## Repartiment
- Richard Widmark com a cap. Thomas Archer
- Carroll Baker com a Deborah Wright
- Karl Malden com el capità. Henry W. Wessells Jr. [comandant de Fort Robinson]
- Sal Mineo com a Red Shirt
- Dolores del Río com a dona espanyola [mare de Red Shirt]
- Ricardo Montalbán com a Little Wolf
- Gilbert Roland com a Dull Knife
- Arthur Kennedy com a Doc Holliday [a Dodge City]
- Patrick Wayne com a segon tinent Scott
- Elizabeth Allen com a Miss Plantagenet [a Dodge City]
- John Carradine com a Jeff Blair [a Dodge City]
- Victor Jory com a Tall Tree
- Mike Mazurki com a sergent primer Wichowsky
- George O'Brien com a Major Braden
- Sean McClory com a Dr. O'Carberry [Fort Robinson]
- Judson Pratt com a Major Dog Kelly [in Dodge City]
- Carmen D'Antonio com a dona pawnee
- Ken Curtis com a Joe [conductor de ramat a Dodge City]
- James Stewart com a Wyatt Earp [a Dodge City]
- Edward G. Robinson com a Secretari de l'Interior, Carl Schurz

Sense acreditar (per ordre d'aparició)

| Walter Baldwin         | L'ancià quàquer Jeremy Wright, oncle de Deborah Wright                            |
| Bing Russell           | Operador de telègraf compartint cafè amb el capità Archer                         |
| Ben Johnson            | Soldat Plumtree a qui Archer li diu que comprovi si hi ha congressistes visitants |
| Harry Carey Jr.        | Soldat Smith, a qui Archer anomena "Jones" i després "Brown"                      |
| Chuck Hayward          | Soldat                                                                            |
| David Humphreys Miller | Soldat                                                                            |
| Bill Williams          | Soldat                                                                            |
| Carleton Young         | Ajuda a Carl Schurz                                                               |
| Charles Seel           | Editor del New York Globe                                                         |
| Denver Pyle            | El senador amb un sol braç al qual Carl Schurz s'adreça com "Henry"               |
| William Forrest        | Senador visitant a Carl Schurz                                                    |
| Shug Fisher            | Primer, cap de camí de conducció de bestiar; també a Dodge City                   |
| Chuck Roberson         | Conductor de bestiar; també a Dodge City                                          |
| Jeannie Epper          | Artista a Dodge City amb la senyoreta Plantagenet                                 |
| Harry Strang           | Barman a Dodge City                                                               |
| Charles Morton         | Barman a Dodge City                                                               |
| Joe Brooks             | Barman a Dodge City                                                               |
| Harry Hickox           | Barman a Dodge City                                                               |
| John Qualen            | Svenson, ciutadà de Dodge City                                                    |
| Philo McCullough       | regidor a Dodge City                                                              |
| Rudy Bowman            | regidor a Dodge City                                                              |
| Mae Marsh              | Dona del poble a Dodge City                                                       |
| William Henry          | Capità d'infanteria al fort abans de Fort Robinson                                |
| James Flavin           | Sargent de la Guàrdia a Fort Robinson                                             |
| Walter Reed            | El tinent Peterson a Fort Robinson                                                |
| Montie Montana         | Soldat a Fort Robinson                                                            |
| Jack Williams          | Soldat a Fort Robinson                                                            |
| Ted Mapes              | Soldat a Fort Robinson                                                            |
| Willis Bouchey         | Coronel a Victory Cave les ordres del qual són desafiades per Carl Schurz         |

## Producció

### Preproducció
John Ford feia temps que volia fer una pel·lícula sobre l'èxode xeiene. Ja el 1957, va escriure un tractament amb el seu fill Patrick Ford, imaginant un drama a petita escala amb actors indis no professionals. Els primers esborranys del guió es basaven en la novel·la de Howard Fast The Last Frontier. Tanmateix, la pel·lícula finalment va prendre la seva trama i títol de Cheyenne Autumn de Mari Sandoz, que Ford va preferir a causa del seu enfocament en els xeiene. Elements de la novel·la de Fast queden a la pel·lícula acabada, és a dir, el personatge del capità Archer (anomenat Murray al llibre), la representació del secretari Carl Schurz i les escenes de Dodge City (Kansas).
Abandonant de mala gana la idea del docudrama, Ford va voler que Anthony Quinn i Richard Boone interpretessin a Dull Knife i Little Wolf com a actors coneguts amb una certa ascendència índia. També va suggerir l'actor negre Woody Strode per a un paper. L'estudi va insistir en el càsting de Ford Ricardo Montalbán i Gilbert Roland.

### Rodatge
La pel·lícula va ser fotografiada a Super Panavision 70 per William H. Clothier, el treball del qual va ser nominat a un Oscar. Gilbert Roland va obtenir una nominació al Globus d'Or al millor actor secundari.

### Muntatge
La versió original va durar 158 minuts, el treball més llarg de Ford. Warner Bros. més tard va decidir editar la seqüència de "Dodge City" fora de la pel·lícula, reduint el temps d'execució a 145 minuts, tot i que es va mostrar als cinemes durant l'estrena inicial de la pel·lícula. Aquesta seqüència presenta James Stewart com a Wyatt Earp i Arthur Kennedy com a Doc Holliday. Alguns crítics han argumentat que aquest episodi còmic, no relacionat amb la resta d'una pel·lícula seriosa, trenca el flux de la història. Més tard es va restaurar per al VHS i els posteriors llançaments de DVD.

### Localitzacions
Gran part de la pel·lícula es va rodar a Monument Valley Tribal Park a la frontera entre Arizona i Utah, on Ford havia filmat escenes de moltes de les seves pel·lícules anteriors, especialment Stagecoach i Centaures del desert. Parts de la pel·lícula també es van rodar al Riu San Juan a Mexican Hat, Professor Valley, Castle Valley, el Riu Colorado, Fisher Canyon i Arches a Utah. Tot i que els principals líders tribals van ser interpretats per Ricardo Montalbán i Gilbert Roland (així com Dolores del Río i Sal Mineo en papers principals), Ford va tornar a utilitzar nombrosos navahos a aquesta producció.

### Problema de la llengua nadiua
Ford va utilitzar navahos per retratar els xeiene. El diàleg que se suposa que està en "xeiene" és en realitatnavaho. Això va suposar poca diferència per al públic blanc, però per a les comunitats navaho la pel·lícula es va fer molt popular perquè els actors navahos feien servir obertament un llenguatge obscè i groller que no tenia res a veure amb la pel·lícula. Per exemple, durant l'escena on es signa el tractat, en el discurs solemne el cap es burla de la mida del penis del coronel. Alguns acadèmics ara consideren que aquest és un moment important en el desenvolupament de la identitat dels nadius americans perquè són capaços de burlar-se de la interpretació històrica de Hollywood de l'oest americà.

## Recepció
Les crítiques foren mixtes. Bosley Crowther, crític de The New York Times, la va elogiar molt, anomenant-la "una bella i poderosa pel·lícula que combina de manera sorprenent una història profunda i apassionada de maltractament als indis americans amb quelcom de la tradició de cavalleria i índia més magnífica i enèrgica que s'hagi vist mai a la pantalla."" Tanmateix, li va decebre que després de la seqüència humorística (si bé "superflua") de Dodge City, "la pel·lícula no torna a pujar a la seva integritat i autenticitat inicials", i el clímax no és "ni un drama eficaç i convincent ni és fidel a la novel·la". Richard Brody de The New Yorker' va citar la "grandesa lamentable i elegíaca de l'últim western de John Ford".
Variety no hi va estar d'acord, però, va qualificar-la de "un relat divagat i episòdic" en què "la premissa original de la novel·la de Mari Sandoz es perd de vista en una inserció a l'engròs d'incidents aliens que tenen poca o cap relació amb el tema." Stanley Kauffmann de The New Republic va escriure "l'actuació és dolenta, el diàleg trillat i previsible, el ritme fúnebre, l'estructura fragmentada, el clímax és insignificant".
El número de setembre de 1965 de MAD el va satirizar com "Cheyenne Awful."
La pel·lícula està reconeguda per l'American Film Institute en aquestes llistes::
- 2008: AFI's 10 Top 10:
  - Nominada pel·lícula western[14]